# Compteur Linux
Le Compteur Linux cherche à mesurer (par l'intermédiaire des statistiques) le nombre de personnes utilisant le système d'exploitation Linux, ainsi que le nombre de machines que ces personnes utilisent. Le compteur est géré par une organisation à but non lucratif appelé Linux Counter Project. Cette organisation a été créée le 1er mai 1999, en reprenant en charge le fonctionnement du compteur de Harald Tveit Alvestrand, qui a été chargé de l'exécution du projet depuis 1993.

En 2011, le projet a été repris par Christin Löhner qui a procédé à une réécriture complète du code. 
Le code a été publié sur GitHub en mars 2015.
Le 10 décembre 2018, Christin a publié un article sur son blog personnel annonçant qu'elle ne maintiendrait plus le projet, faute de temps, d'aide et d'intérêt comme l'indiquent peu ou pas de nouvelles inscriptions ou machines.